# Museu Arqueològic Nacional (Albània)
El Museu Arqueològic Nacional (en albanès: Muzeu Arkeologjik Kombëtar ne Tirane) és un museu arqueològic i nacional a la ciutat de Tirana, a Albània. Afiliat a l'Institut d'Arqueologia de l'Acadèmia de Ciències d'Albània, el museu alberga exposicions de temps prehistòrics i històrics fins a l'edat mitjana. També és responsable de dur a terme nombroses expedicions arqueològiques al país i és l'entitat dominant de diversos altres museus al país, com el Museu Arqueològic de Durrës. Compta amb una biblioteca d'uns 7200 volums.